# 高空軍事跳傘

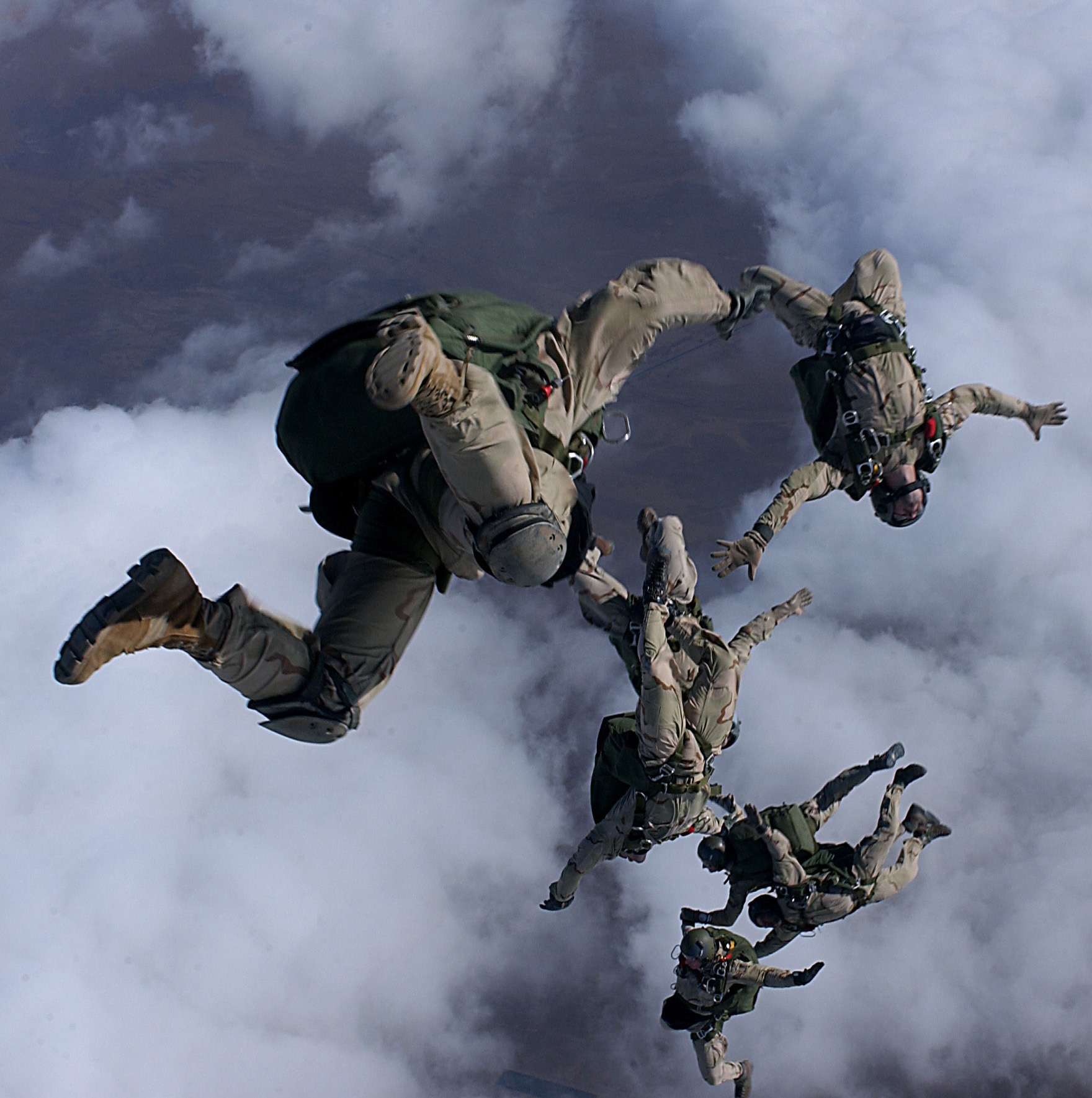
正進行高空跳傘的美國空軍傘降救援隊

高空軍事跳傘（High-altitude military parachuting）是軍事跳傘的一種，利用運輸機在高空中投放軍事人員、設備或軍事器具。高空軍事跳傘可仔細分為兩款：高空低开（HALO，high altitude – low opening）和高空高开（HAHO，high altitude – high opening）。由於高空中缺乏氧氣，因此進行高空跳傘的軍人均須配戴氧氣面罩，以防缺氧。
高空低开是指在高高度進行跳傘，以自由落體方式下降到低空時才打開降落傘；而高空高开指在高高度進行跳傘，並在高空中打開降落傘。後者通常只用於投放軍事人員。